# Yeongdeungpo (métro de Séoul)
Yeongdeungpo (hangeul : 영등포 ; hanja : 永登浦) est une station de passage la ligne 1 du métro de Séoul. Elle est située dans le quartier Yeongdeungpo Dong de l'arrondissement Yeongdeungpo-gu de la ville de Séoul en Corée du Sud. Elle est en correspondance directe avec la gare de Yeongdeungpo avec qui elle partage le bâtiment, construit avec des fonds privé, qui abrite également le Grand magasin Lotte et les six accès.
Ouverte en 1974, sur le site de la gare de Yeongdeungpo créée en 1899, la station de métro Yeongdeungpo est desservie par les rames des services omnibus et express de la ligne 1 du métro de Séoul.

## Situation sur le réseau

Plan du réseau (2023)

Établie en surface, Yeongdeungpo est une station de passage de la ligne 1 du métro de Séoul : elle est située entre la station Singil, en direction du terminus nord-est Yeoncheon, et la station Sindorim, en direction du terminus ouest Incheon, ou du terminus sud-ouest Sinchang via la station de bifurcation Guro,.

## Histoire
La station Yeongdeungpo est mise en service le 15 août 1974 sur la ligne 1 du métro de Séoul, lors de l'ouverture à l'exploitation de la section de la station Gare de Séoul à la station Suwon. Elle est installée sur des voies et quais parallèles à ceux de la gare ferroviaire de Yeongdeungpo, ouverte depuis 1899. La station du métro est achevée en septembre 1987.
En 1990 débute la construction d'un nouveau bâtiment, financé sur des fonds privés, au dessus des voies de la station du métro et de la gare ferroviaire. Il est achevé et ouvert au service le 1er mai 2006, il abrite les espaces nécessaires aux services des trains et du métro, ainsi qu'un grand-magasin Lotte.

## Services aux voyageurs

### Accès et accueil
La station est située au 846 Gyeongin-ro, dans le quartier Yeongdeungpo Dong. Elle dispose d'un espace d'accueil et d'une billetterie au premier étage du bâtiment abritant également la gare ferroviaire et le grand-magasin Lotte. Six bouches ou accès permette d'accéder à la station.  

### Desserte
Yeongdeungpo est desservie par les rames des services omnibus et express de la ligne 1. Elle dispose de 2 quais centraux et 1 quais latéral, tous équipés de portes palières.

### Intermodalité
La station est en correspondance directe avec la gare de Yeongdeungpo desservie par des trains KTX, Saemaeul-ho, Mugunghwa-ho et Nuriro (en). Elle est également située à proximité d'arrêts de bus.

## À proximité
La station est intégrée au grand magasin Yeongdeungpo Lotte qui dispose d'une Lotteria, d'un Dunkin ' Donuts, d'un Krispy Kreme et d'un KFC. Les lieux suivants sont accessibles depuis les sorties indiquées ci-dessous :
- Sortie 1 : Grand magasin Lotte, marché Yeongdeungpo, grand magasin Shinsegae
- Sortie 2 : Singil Dong; "sortie arrière"
- Sortie 3 : bureau des impôts de Yeongdeungpo, bureau de poste de Yeongdeungpo, grand magasin Lotte
- Sortie 4 : Caserne de pompiers de Yeongdeungpo